# Pražská pole
Pražská pole jsou přírodní rezervace mezi Chomutovem a Droužkovicemi v okrese Chomutov v Ústeckém kraji. Nachází se v plochém reliéfu Mostecké pánve v území postiženém propady povrchu způsobenými hlubinnou těžbou hnědého uhlí. Vodou zatopené oprámy hostí přírodě blízká společenstva s výskytem vzácných druhů rostlin a živočichů. Vyskytuje se zde například kuňka obecná, čolek velký nebo vážka jasnoskvrnná.

## Historie
Ve dvacátém století probíhala v prostoru jižně od Chomutova hlubinná těžba hnědého uhlí v Dole Jan Žižka. V jejím důsledku došlo k poklesu povrchu a vzniklé sníženiny zaplavila podzemní voda. Po ukončení těžby v roce 1992 byly vzniklé nádrže navzájem propojeny soustavou propustí a s tokem Hačky, ale vybudované prvky nikdy nefungovaly. Nádrže byly zarybněny a na třech z nich byl vyhlášen rybářský revír.
Chráněné území vyhlásil Krajský úřad ústeckého kraje v kategorii přírodní rezervace s účinností od 6. dubna 2024.

## Přírodní poměry
Přírodní rezervace s rozlohou 114,04 hektarů leží v nadmořské výšce 302–324 metrů v katastrálních územích Droužkovice a Chomutov I. Území se částečně překrývá se stejnojmennou evropsky významnou lokalitou.

### Abiotické poměry
Geologické podloží tvoří horniny krušnohorského krystalinika překryté křídovými sedimenty. V geomorfologickém členění Česka přírodní památka leží v Mostecké pánvi, přesněji v jejím podcelku Chomutovsko-teplická pánev a okrsku Údlická kotlina. V důsledku hlubinné těžby uhlí došlo k poklesu původně plochého povrchu, který se projevil vznikem řady depresí zatopených podzemní vodou (přírodní rezervace zahrnuje deset oddělených vodních ploch.) Těžba probíhala v hloubkách okolo sta metrů, a proto mají sníženiny pozvolna se svažující okraje, které plynule přechází do okolního terénu. Půdní pokryv tvoří půdní typy kambizem arenická a v malé části na východě fluvizem modální. Podél západního okraje území protéká potok Hačka, který je přítokem Chomutovky, a území tedy patří k povodí Ohře.
V rámci Quittovy klasifikace podnebí se rezervace nachází v teplé oblasti T2, pro kterou jsou typické průměrné teploty −2 až −3 °C v lednu a 18–19 °C v červenci. Roční úhrn srážek dosahuje 550–700 milimetrů, počet letních dnů je padesát až šedesát a počet mrazových dnů se pohybuje mezi 100 a 110.

### Flóra
Na mělkých březích vodních nádrží se vyvinula přírodě blízká mokřadní společenstva, v nichž roste řada vzácných, ohrožených nebo regionálně význačných druhů rostlin. Patří k nim lakušník niťolistý (Batrachium trichophyllum), lakušník okrouhlý (Batrachium circinatum), ostřice Otrubova (Carex otrubae), zeměžluč okolíkatá (Centaurium erythraea), růžkatec bradavčitý (Ceratophyllum submersum), bahnička bradavkatá (Eleocharis mamillata), bahnička jehlovitá(Eleocharis acicularis), vrbovka malokvětá (Epilobium parviflorum), kamyšník polní (Bolboschoenus planiculmis), kosatec žlutý (Iris pseudacorus), okřehek trojbrázdý (Lemna trisulca), řečanka přímořská (Najas marina) nebo šejdračka bahenní (Zannichellia palustris)).

### Fauna
Na lokalitě se vyskytuje množství bezobratlých živočichů, zejména vážka jasnoskvrnná (Leucorrhinia pectoralis), vážka tmavoskvrnná (Leucorrhinia rubicunda), vážka plavá (Libellula fulva), šídlatka kroužkovaná (Sympecma paedisca), šídlo luční (Brachytron pratense), šídlo rákosní (Aeshna affinis), šídlatka brvnatá (Lestes barbarus) a šídlatka tmavá (Lestes dryas).
Z obratlovců je význačný výskyt obojživelníků. Žije zde čolek velký (Triturus cristatus), čolek obecný (Lissotriton vulgaris), rosnička zelená (Hyla arborea), kuňka obecná (Bombina bombina) nebo skokan skřehotavý (Rana ridibunda). Početnost populace kuňky obecné se v letech 2002–2021 snižovala až na jednotky nalezených jedinců. Podobně se snížila i populace čolka velkého, který zde žije na hranici vyhynutí. Vodní plochy a přilehlé mokřady vyhledávají ptáci jako je vodouš kropenatý (Tringa ochropus), vodouš šedý (Tringa nebularia) a vodouš štíhlý (Tringa stagnatilis).
Do jednotlivých tůní bylo v roce 2022 vysazeno několik druhů ryb, zejména kapr obecný (Cyprinus carpio), štika obecná (Esox lucius) a v roce 2020 také candát obecný (Sander lucioperca), amur bílý (Ctenopharyngodon idella) a úhoř říční (Anguilla anguilla). Ochranné podmínky evropsky významné lokality zakazují úpravy břehů pro lepší přístup k vodě, vnadění a krmení ryb a s ohledem na chemismus vody zcela vylučují zarybňování nejmenší nádrže ve východní části území.